# Iliševskij rajon
L'Iliševskij rajon (in russo Илишевский район?) è un municipal'nyj rajon della Repubblica della Baschiria, nella Russia europea.